# Dmitri Ustritski
Dmitri Ustritski (* 8. Mai 1975 in Tallinn) ist ein ehemaliger estnischer Fußballspieler.

## Karriere

### Verein
Dmitri Ustritski begann seine Karriere 1994 in der estnischen Hauptstadt beim JK Tallinna Sadam. Mit dem Verein gewann er 1996 und 1997 zweimal in Folge den Estnischen Pokal sowie einmal den Supercup im Jahr 1997. Aufgrund der Fusion zwischen dem JK Tallinna Sadam und FC Levadia Maardu am Saisonende 1998, bei der vorwiegend Spieler von Levadia in den Verein übernommen wurden, wechselte Ustritski zum JK Tulevik Viljandi. Für den aus Viljandi im südlichen Estland beheimateten und rund 160 Kilometer von Tallinn entfernten Klub konnte er in der ersten Saison 16 Treffer erzielen. Hinter Toomas Krõm und Andrei Krõlov wurde er Dritter in der Torschützenliste, mit der Mannschaft hatte er als Vizemeister gegenüber dem FC Levadia Maardu das Nachsehen. In den Spielzeiten 2001 und 2002 traf er abermals 16-mal in der Meistriliiga. In der Saison 2003 spielte er Leihweise beim FC Valga Warrior. Am Ende der Saison 2006 beendete Ustritski zunächst die Karriere, zwei Jahre später war er nochmals aktiv für die Amateure des FC Toompea, um danach endgültig seine Profikarriere zu beenden.

### Nationalmannschaft
Von 1998 bis 2003 spielte Dmitri Ustritski 17 mal in der Estnischen Nationalmannschaft. Er debütierte für die Auswahl im Mai 1998 gegen Mexiko im italienischen Montecatini Terme, als er für Marko Kristal eingewechselt wurde. In seinem zweiten Länderspiel im August 1999 gegen Armenien konnte er nach der Hereinnahme des isländischen Nationaltrainers Teitur Þórðarson, der ihn für Andres Oper eingewechselt hatte, den 2:0-Endstand erzielen.

## Erfolge
JK Tallinna Sadam
- Estnischer Supercup: 1997
- Estnischer Pokalsieger: 1995/96, 1996/97